# Докан-е-Біджарі
Докан-е-Біджарі (перс. دكان بيجاری) — село в Ірані, у дегестані Їлакі-є-Арде, у бахші Паре-Сар, шагрестані Резваншагр остану Ґілян. У переписі 2006 року вказане як окремий населений пункт, але без відомостей про чисельність населення.

## Клімат
Середня річна температура становить 13,05 °C, середня максимальна – 27,34 °C, а середня мінімальна – -1,17 °C. Середня річна кількість опадів – 607 мм.
| Клімат поселення                              | Клімат поселення | Клімат поселення | Клімат поселення | Клімат поселення | Клімат поселення | Клімат поселення | Клімат поселення | Клімат поселення | Клімат поселення | Клімат поселення | Клімат поселення | Клімат поселення | Клімат поселення |
| Показник                                      | Січ.             | Лют.             | Бер.             | Квіт.            | Трав.            | Черв.            | Лип.             | Серп.            | Вер.             | Жовт.            | Лист.            | Груд.            |                  |
| Середній максимум, °C                         | 11,07            | 9,98             | 11,28            | 15,42            | 20,51            | 25,47            | 27,34            | 27,06            | 22,37            | 19,22            | 14,40            | 11,10            |                  |
| Середня температура, °C                       | 5,49             | 4,40             | 5,70             | 9,85             | 14,94            | 19,90            | 23,12            | 22,86            | 18,18            | 15,03            | 10,19            | 6,89             |                  |
| Середній мінімум, °C                          | −0,08            | −1,17            | 0,12             | 4,27             | 9,36             | 14,32            | 18,94            | 18,66            | 13,98            | 10,82            | 6,00             | 2,69             |                  |
| Норма опадів, мм                              | 51               | 46               | 62               | 61               | 44               | 24               | 12               | 24               | 56               | 86               | 65               | 76               |                  |
| Середньомісячна швидкість вітру, м/с          | 2.17             | 2.40             | 2.44             | 2.46             | 2.23             | 2.15             | 2.54             | 2.26             | 1.98             | 2.01             | 2.10             | 1.94             |                  |
| Середньомісячна сонячна радіація, кДж/м²·день | 6975             | 9348             | 11482            | 15844            | 19678            | 22300            | 23447            | 19812            | 16173            | 11125            | 8526             | 6650             |                  |
| --------------------------------------------- | ---------------- | ---------------- | ---------------- | ---------------- | ---------------- | ---------------- | ---------------- | ---------------- | ---------------- | ---------------- | ---------------- | ---------------- | ---------------- |
| Джерело:                                      |                  |                  |                  |                  |                  |                  |                  |                  |                  |                  |                  |                  |                  |